# The Daily (iPad)
The Daily va ser el primer diari exclusivament per a iPad, publicat entre 2011 i 2012. Publicat als Estats Units i editat per News Corporation, propietat del magnat de les telecomunicacions Rupert Murdoch, va deixar d'editar-se en menys de dos anys degut a les pèrdues, estimades en més de 30 milions de dòlars anuals.